# Charles Ier de Münsterberg-Œls
Charles Ier de Münsterberg-Œls (en allemand : Karl I. von Münsterberg ou Karl von Podiebrad; en tchèque Karel z Minstrberka ou Karel z Poděbrad; né le 1er mai 1476 à  Glatz  – 3 mai 1536 à Frankenstein) est un membre de la maison de  Poděbrady qui règne sur les duchés silésiens de Münsterberg et d'Oleśnica et aussi un comte de Kladsko en allemand Glatz. De 1519 à 1523 il exerce l'office de bailli de Haute-Silésie, en 1523 il est fait Obersthauptmann de Bohême et en 1524 Landeshauptmann de Silésie.

## Biographie
Charles est le petit-fils du roi Georges de Bohême. Ses parents sont Henri Ier de Poděbrady duc de Münsterberg et Ursula de Brandebourg, fille de  l'Électeur Albert III Achille de Brandebourg.
Après la mort de leur père en 1498, Albert et ses deux ainés, Albert et Georges règnent conjointement sur leurs domaines bien qu'ils aient chacun leur propre cour : Albert à Kłodzko, Georges à Oleśnica et Charles à Münsterberg. Les trois frères cèdent le comté de Glatz (en tchèque Kladsko) en 1501 à leur futur beau-frère Ulrich de Hardegg. Cependant ils conservent le titre de  « Comte de Kladsko » pour eux et leurs descendants jusqu'à l'extinction de la lignée mâle de la famille de Poděbrady en 1647. Après la mort de ses deux frères en 1502 et 1511 Charles exerce seul le pouvoir dans l'ensemble des domaines familiaux et en 1530 il s'installe dans son château nouvellement bâti de Frankenstein.
Charles exerce de nombreuses charges pour les rois de Bohême et de Hongrie  successifs Valdislas, Louis et Ferdinand Ier. Le roi Louis II le nomme 1519 bailli de Haute Silésie, fonction qu'il conserve jusqu'à la mort du jeune souverain en 1526. In 1523 il est promu Capitaine en Chef du Royaume de Bohême et il est un des hauts dignitaires  qui administrent le pays en l'absence du roi qui réside le plus souvent en Hongrie. En 1524 il est également nommé  Landeshauptmann de Basse Silésie.
Après la mort de Louis II  il est le principal organisateur de l'élection du nouveau roi. Il soutient la candidature de Ferdinand de Habsbourg qui le récompense après son couronnement en 1527 en lui confirmant sa charge de « Capitaine de Bohême » et lui octroie la fonction de Oberlandeshauptmann en Silésie. L'exercice de ses charges prestigieuses génère des dépenses énormes pour Charles qui doit pour y faire face céder une partie de ses domaines.
Bien qu'il prenne connaissance avec intérêt des écrits de  Martin Luther, Charles demeure un fidèle de l'Église catholique. Il meurt en 1536 et il est inhumé dans l'église Sainte-Anne de Frankenstein, où il avait établi son tombeau et celui de son épouse  qui meurt en 1541.

## Union et postérité
Le 7 janvier 1488, Charles épouse Anne de Żagań, une fille du duc Jean II le Fou de Żagań et Großglogau. Ses frères ainés Albert et Georges ont aussi épousé deux autres filles de Jean II. Charles et Anna ont douze enfants:
- Henri (30 avril 1497 – 25 juillet 1497)
- Anna (6 septembre 1499 – 24 octobre 1504)
- Catherine (21 septembre 1500 – 15 juillet 1507)
- Margareta (tchèque: Markéta) (27 décembre 1501 – 26 juin 1551), épouse en 1519 Jan Zajíc de Hasenbourg
- Joachim de  Münsterberg-Œls
- Kunigunde (tchèque: Kunhuta) (25 septembre 1504 – 25 juillet 1532), épouse en 1521 Christophe Černohorský de Boskovice
- Ursula (tchèque: Voršila) (3 décembre 1505– 24 janvier 1539), épouse en 1523 Jérome de Bieberstein
- Henri II de Münsterberg-Œls
- Edwige de Münsterberg-Oels (10/12 juin 1508 – 28 novembre 1531), épouse en 1525 le margrave Georges de Brandebourg-Ansbach
- Jean de Münsterberg-Œls
- Barbara (4 février 1511– 6 avril 1539), Abbesse à Strehlen (Strzelin) près d'Œls
- Georges II de Münsterberg-Œls

## Articles liés
- Duché de Münsterberg
- Duché d'Œls

## Sources
- (en) Cet article est partiellement ou en totalité issu de l’article de Wikipédia en anglais intitulé « Charles I, Duke of Münsterberg-Oels » (voir la liste des auteurs), édition du 11 juillet 2014.
- Anthony Stokvis, Manuel d'histoire, de généalogie et de chronologie de tous les États du globe, depuis les temps les plus reculés jusqu'à nos jours, préf. H. F. Wijnman, Israël réédition 1966, éditions Brill Leyde, Volume 2, 1889, chapitre VIII « Généalogie de la maison de Poděbrad »  tableau généalogique no 17.
- (en) & (de) Peter Truhart, Regents of Nations, K. G Saur Münich, 1984-1988 (ISBN 359810491X), Art. « Münsterberg » p. 2452-2453. &  Art. « Oels + Bernstadt, Kosel, Wartenberg », p.  2453.